# Rakkestad
Rakkestad es un municipio en el condado de Østfold, Noruega. El centro administrativo del municipio es la villa de Rakkestad. Se encuentra dividido en las parroquias de Rakkestad, Degernes, Os. El municipio por su extensión es el segundo municipio más grande del condado y una de las mayores zonas agrícolas de Noruega.
Rakkestad fue organizado como municipio en 1838. En 1917 Degernes fue separado de Rakkestad para formar un nuevo municipio, pero en 1964 fue nuevamente fusionado con Rakkestad.
Rakkestad posee un aeropuerto civil denominado Aeropuerto Rakkestad, Aastorp.

## Información general

### Nombre
El nombre del municipio (originalmente una parroquia) hace referencia a un antiguo rancho denominado Rakkestad (Nórdico antiguo: Rakkastaðir). El primer elemento es el caso genitivo del nombre de hombre en nórdico (epíteto) Rakki y el último elemento es staðir que significa "casa de campo" o "rancho".

### Escudo
El escudo es moderno, fue creado en 1975. El escudo simboliza la estrecha relación de Rakkestad con la agricultura. El mismo posee una línea de formas de trébol amarillos en la parte superior y verdes en la parte inferior. Los dos inferiores son símbolos de las tareas agrícolaganaderas y las forestales, y los superiores simbolizan las industrias nuevas, el comercio y las artesanías. Los tres tréboles erectos también representan a las tres parroquias del municipio: Rakkestad, Degernes y Os.

## Industria
Desde siempre la explotación agrícola-ganadera y la industria forestal han desempeñado un papel importante en el asentamiento y empleo en Rakkestad. Por lo tanto las principales industrias son el cultivo de grano, la ganadería, y la producción láctea. Rakkestad también ha desarrollado una economía diversificada basada en la agricultura y uso de los bosques tales como instalaciones de faena de aves de corral y estación de empacado de huevos, silo y molienda de granos, fábricas de procesamiento de madera y comercio de maquinaria agrícola. También se ha desarrollado una industria mecánica de avanzada que atiende las necesidades de las industrias de procesos, marítimas y de explotaciones offshore.

## Naturaleza
Rakkestad posee extensas zonas de colinas boscosas que brindan excelentes oportunidades a lo largo de todo el año para desarrollar actividades recreativas. Existen sendas señalizadas para practicar hiking y esquí de fondo.

### Caza
El municipio de Rakkestad dispone de posibilidades para practicar caza menor como también para la caza de corzo en los bosques del municipio, que abarcan unos 18 km². Existen posibilidades de alojarse en chacras y en cabañas.

### Pesca
Los propietarios de la tierra, clubes de pesca, y otros han realizado importantes esfuerzos para cultivar los lagos y asegurar una buena pesca. A la mayoría de los lagos se les agrega cal cada año para controlar su acidez, con apoyo del gobierno. Anualmente se siembran freza y alevinos. Cuando el cultivo es realizado con fondos del gobierno, todas las personas tienen derecho a pescar, bien en forma gratuita o contratando una licencia de pesca según sea el caso.
Existen registros que muestran que en Rakkestad existen más de 20 especies de peces de agua dulce. Muchas de estas especies habitan el río Rakkestad. Los meandros del río en todo su curso, principalmente atravesando tierras agrícolas, permiten la pesca de especies como lucio, rutilo, y perca.